# 立
立 (se lever, être debout) est un kanji composé de 5 traits. C'est une clé de base (radical 117). Il fait partie des kyōiku kanji de 1re année.
Il se lit リツ (ritsu) ou リユウ (ryū) en lecture on et たつ (tatsu) en lecture kun.
Son caractère Unicode est 7ACB.